# Salvarea evreilor din Danemarca

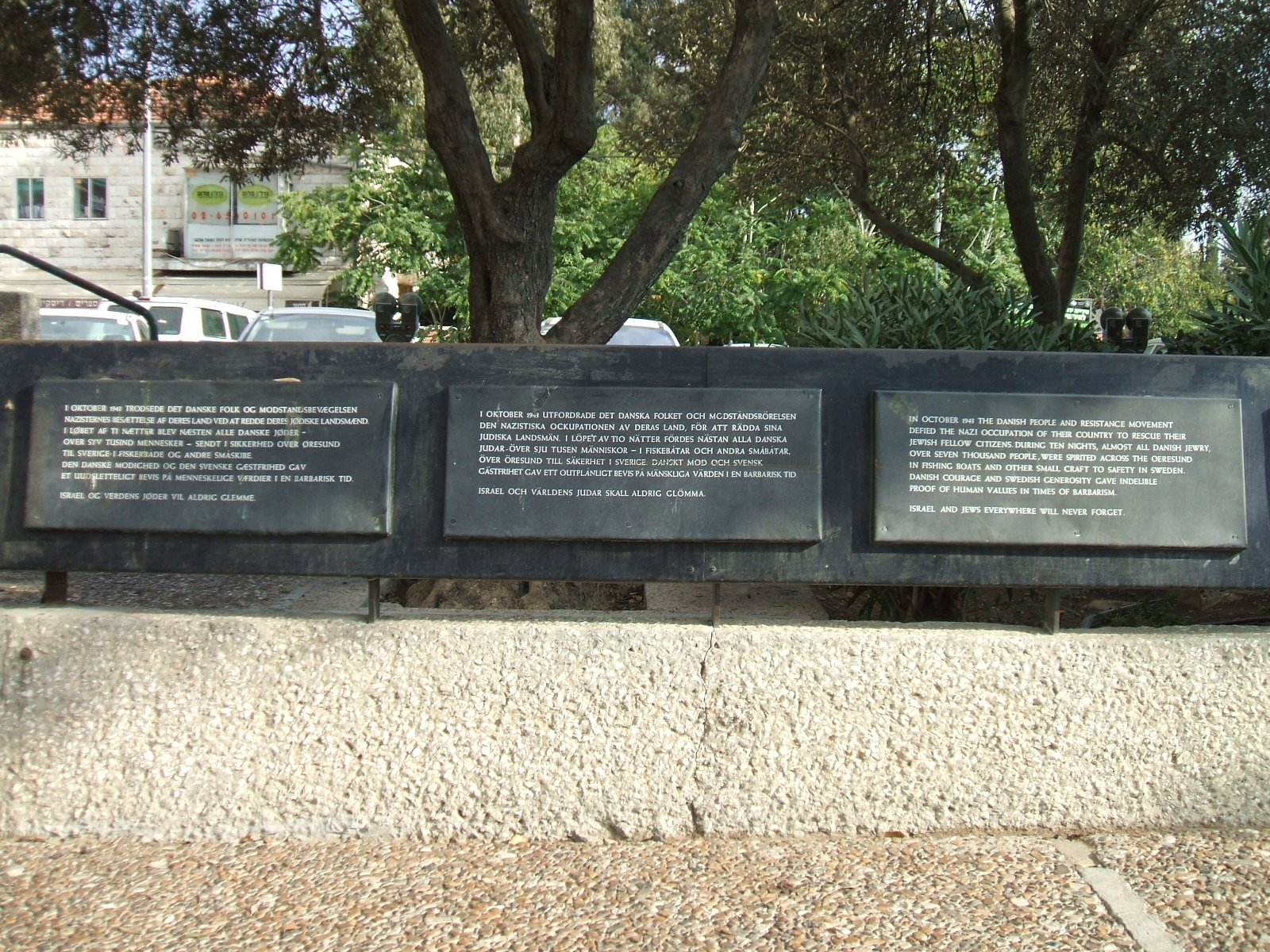
Inscripții în trei limbi - daneză, suedeză și engleză - la memorialul din Piața Danemarca din Ierusalim, 2007

Salvarea evreilor din Danemarca a fost o operațiune de salvare care, în octombrie 1943, a făcut ca aproape toți evreii danezi din timpul ocupației germane în Danemarca (1940-1944) să poată scăpa de exterminare și să ajungă în siguranță în Suedia neutră. Cu contribuția diplomatului german Georg Ferdinand Duckwitz, care a divulgat planurile germane, și ajutorul mai multor factori danezi, în primul rând, al rezistenței daneze și al Suediei au fost salvați astfel 7.056 (după alte surse 7.220) dintr-un total de 7800 evrei. Odată cu ei au fost transportați în Suedia și 686 parteneri de viață neevrei.
Salvarea evreilor din Danemarca a fost una dintre cele mai mari operațiuni locale împotriva exterminării evreilor de către Germania nazistă în timpul celui de-al Doilea Război Mondial și a Holocaustului. Fără ea, evreii danezi ar fi ajuns cu toții în lagărele de exterminare naziste. Operațiunea menționată, ca și intervenția Danemarcei în favoarea a 464 evrei danezi care fuseseră prinși și deportați în lagărul de concentrare Theresienstadt în Protectoratul Boemiei și Moraviei, au dus la supraviețuirea a 99% dintre evreii danezi.

### Ordinul de deportare
Fără ca guvernul danez să-i împiedice, ocupanții germani ai Danemarcei au început sa planifice deportarea celor 7800 evrei locali în lagărele naziste de concentrare. Diplomatul german Georg Ferdinand Duckwitz a încercat fără succes să găsească în Suedia un port sigur pentru refugiul evreilor. Guvernul suedez era dispus să accepte refugiul evreilor numai cu condiția aprobării din partea Germaniei naziste, care nu putea fi obținută. La 28 septembrie 1943 Duckwitz a divulgat planurile unei operațiuni de deportare împotriva evreilor din Danemarca ,lui Hans Hedtoft, președintele Partidului Social Democrat. Hedtoft a contactat mișcarea de rezistența daneză si pe conducătorul comunității evreiești, C.B Henriques, care, la rândul său, l-a alertat pe șef rabinul Marcus Melchior. La serviciul divin de dis-de-dimineață, la 29 septembrie 1943, cu o zi înaintea celebrării Anului Nou evreiesc Rosh Hashaná, evreii au fost înștiințați de rabinul Melchiuor despre acțiunea plănuită de germani și au fost sfătuiți să se ascundă degrabă și să-i anunțe pe toți ceilalți evrei, prieteni și rude. Planurile germane au determinat Biserica Danemarcei (biserica luterană de stat) și toate partidele politice daneze, cu excepția Partidului Național Socialist al Muncitorilor din Danemarca (NSWPD - nazist) să le denunțe si să-și exprime solidaritatea cu concetățenii evrei. Pentru prima data ele s-au manifestat fățiș contra ocupantului. De îndată episcopii danezi au lansat o hyrdebrev—o scrisoare pastorală către toți cetățenii. Scrisoarea a fost difuzată in toate parohiile daneze pentru a fi citită în fiecare biserică în duminica următoare. Aceasta nu era ceva obișnuit, deoarece Biserica daneză este descentralizată și apolitică.
Primele etape ale salvării au fost improvizate. Când funcționarii civili danezi la diverse nivele ale ministerelor au aflat de planul german de a-i ridica pe toți evreii din țară, au început să ia în mod independent, diverse măsuri pentru a-i găsi pe evrei și a-i ascunde. Majoritatea evreilor s-au ascuns vreme de zile și săptămâni, fiind nesiguri de soarta care îi așteaptă.

### Pregătirile din Suedia și logistica

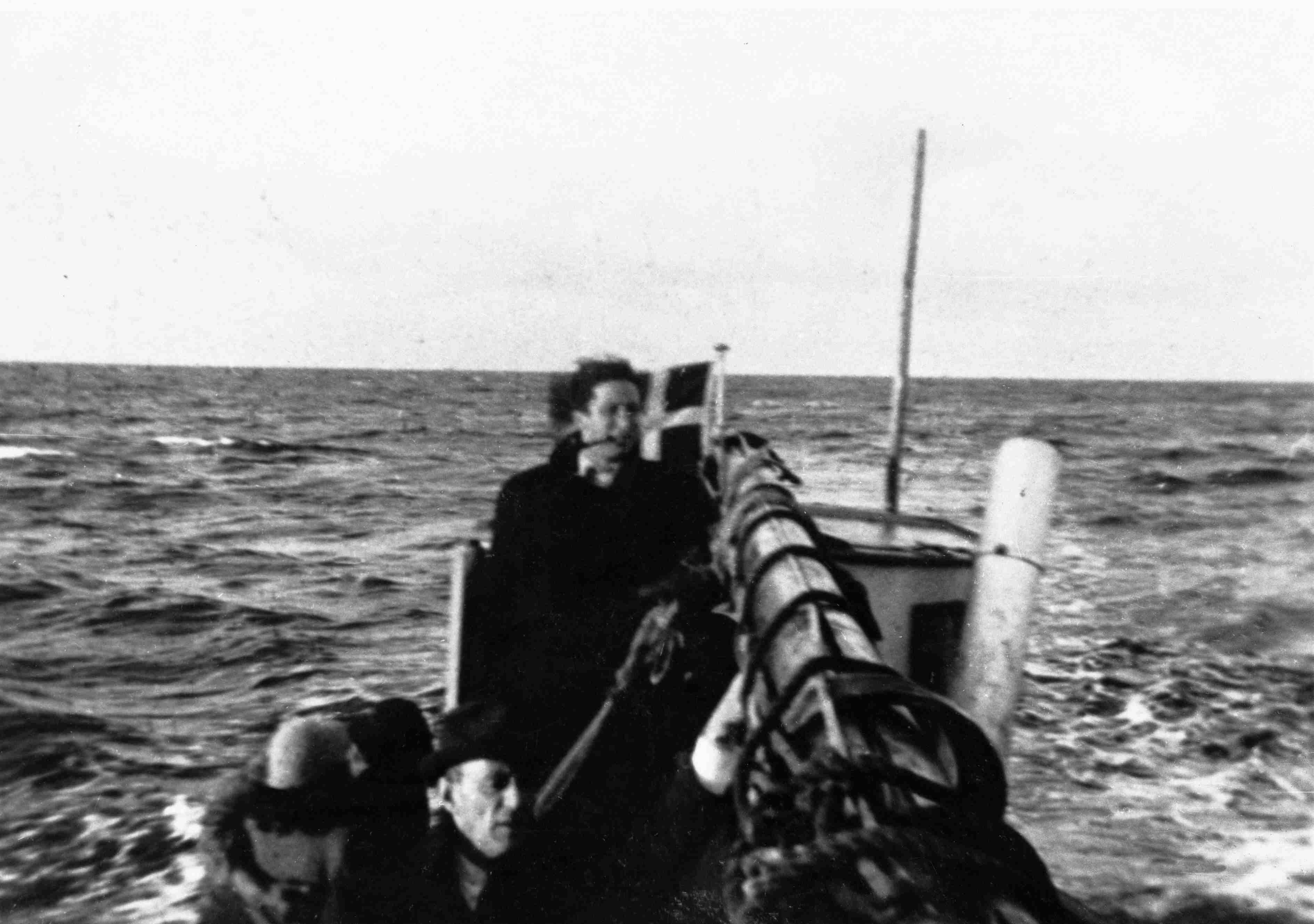
Barcă cu refugiați evrei pe drumul de la Falster în Danemarca la Ystad în Suedia, octombrie 1943

Deși cea mai mare parte a evreilor s-au ascuns, majoritatea dintre ei ar fi putut fi prinși în cursul operațiunii de salvare, dacă trecerea lor în Suedia nu ar fi fost sigură. Suedia primise deja mai devreme un număr de evrei norvegieni care aveau anumite conexiuni suedeze. Dar aceste acțiuni de salvare a evreilor norvegieni nu au fost cu totul eficiente din cauza lipsei de experiență în relațiile cu autoritățile naziste. Când la 29 august 1943 germanii au introdus în Danemarca legea marțială, ministerul de externe suedez a înțeles că evreii danezi se aflau în pericol imediat. Într-o scrisoare datată 31 august ambasadorul Suediei la Copenhaga Gösta Engzell a primit autorizația Consilierului șef juridic (care în 1938 a reprezentat Suedia la Conferința de la Evian asupra [[refugiați]lor evrei din Germania) de a emite pașapoarte suedeze  cu scopul salvării evreilor danezi și a aducerii lor în Suedia." La 2 octombrie guvernul suedez a anunțat într-o declarație oficială că Suedia este pregătită să primească în Suedia pe toți evreii danezi. Era un mesaj paralel cu o declarație neoficială mai comunicată mai devreme autorităților germane din Norvegia.
Evreii au fost trecuți clandestin din Danemarca prin strâmtoarea Øresund, din Sjælland până în Suedia -timpul transportului fiind diferit în funcție de traseul specific și de vreme, dar în medie sub o oră pe marea agitată de iarnă. Unii au fost transportați în bărci mari de pescuit de până la 20 de tone, iar alții au fost duși în  bărci cu vâsle sau caiace. Ketch-ul „Albatros” a fost unul dintre velierele folosite la transportul clandestin al evreilor în Suedia. Unii refugiați au fost urcați pe ascuns în vagoane de marfă pe feriboturile regulate între Danemarca și Suedia, această rută fiind potrivită pentru cei copii sau bătrâni care erau prea slabi pentru a suporta o trecere maritimă agitată. Oamenii Mișcării de rezistență daneze au spart vagoane goale sigilate de germani după inspecție, au ajutat refugiații să urce în ele și apoi au resigilat mașinile cu sigilii germane falsificate sau furate, pentru a preveni inspecțiile ulterioare.
Pescarii au perceput în medie 1.000 de coroane daneze de persoană pentru transport, dar unii au perceput și până la 50.000 de coroane. Salariul mediu lunar la acea vreme era mai mic de 500 de coroane, iar jumătate dintre evreii salvați aparțineau clasei muncitoare. Prețurile au fost determinate de principiile pieței de cerere și ofertă, precum și de percepția pescarilor în legătură cu riscul. Mișcarea de rezistență daneză a jucat un rol activ în organizarea salvării și în finanțare, când o mare parte din danezii bogați au donat sume mari de bani pentru acest demers. În total, se estimează că salvarea a costat aproximativ 20 de milioane de coroane, din care aproximativ jumătate au fost plătite de familiile evreiești și jumătate din donații și chete.

### Anunțul radiofonic de la 2 octombrie 1943
Fizicianul danez Niels Bohr, a cărui mamă era evreică, a luat o poziție hotărâtă pentru compatrioții săi evrei într-un apel personal către regele Suediei și miniștrii guvernului suedez. Regele Gustav al V-lea i-a acordat o audiență după un apel persuasiv al lui Greta Garbo, care îl cunoștea pe Bohr. Bohr a fost adus în Suedia, al cărei guvern i-a aranjat transportul imediat în Statele Unite pentru a participa la Proiectul Manhattan. Când Bohr a sosit pe pământul suedez, reprezentanții guvernului i-au spus că trebuie să urce imediat la bordul unui avion pentru Statele Unite. Bohr a refuzat. El le-a spus oficialilor – și în cele din urmă regelui – că, până când Suedia nu a anunțat prin calea undelor și în presă că granițele ei vor fi deschise pentru a primi evreii danezi, el nu va merge nicăieri. Bohr a relatat el însuși despre aceste evenimente. După cum relatează istoricul Richard Rhodes, la 30 septembrie, Bohr l-a convins pe Gustaf să facă publică dorința Suediei de a oferi azil evreilor danezi, iar la 2 octombrie, radioul suedez a transmis că Suedia era dispusă să primească refugiații evrei. Rhodes și alți istorici au interpretat acțiunile lui Bohr în Suedia ca fiind un precursor necesar fără de care salvarea în masă nu ar fi putut avea loc. Dar,după Paul A. Levine, însă — care nu menționează deloc factorul Bohr —,Ministerul suedez pentru Afaceri Externe a acționat conform instrucțiunilor clare date mult mai devreme de prim-ministrul Per Albin Hansson și de ministrul de externe Christian Günther, urmând o politică stabilită deja în 1942.

### Acțiunile de salvare

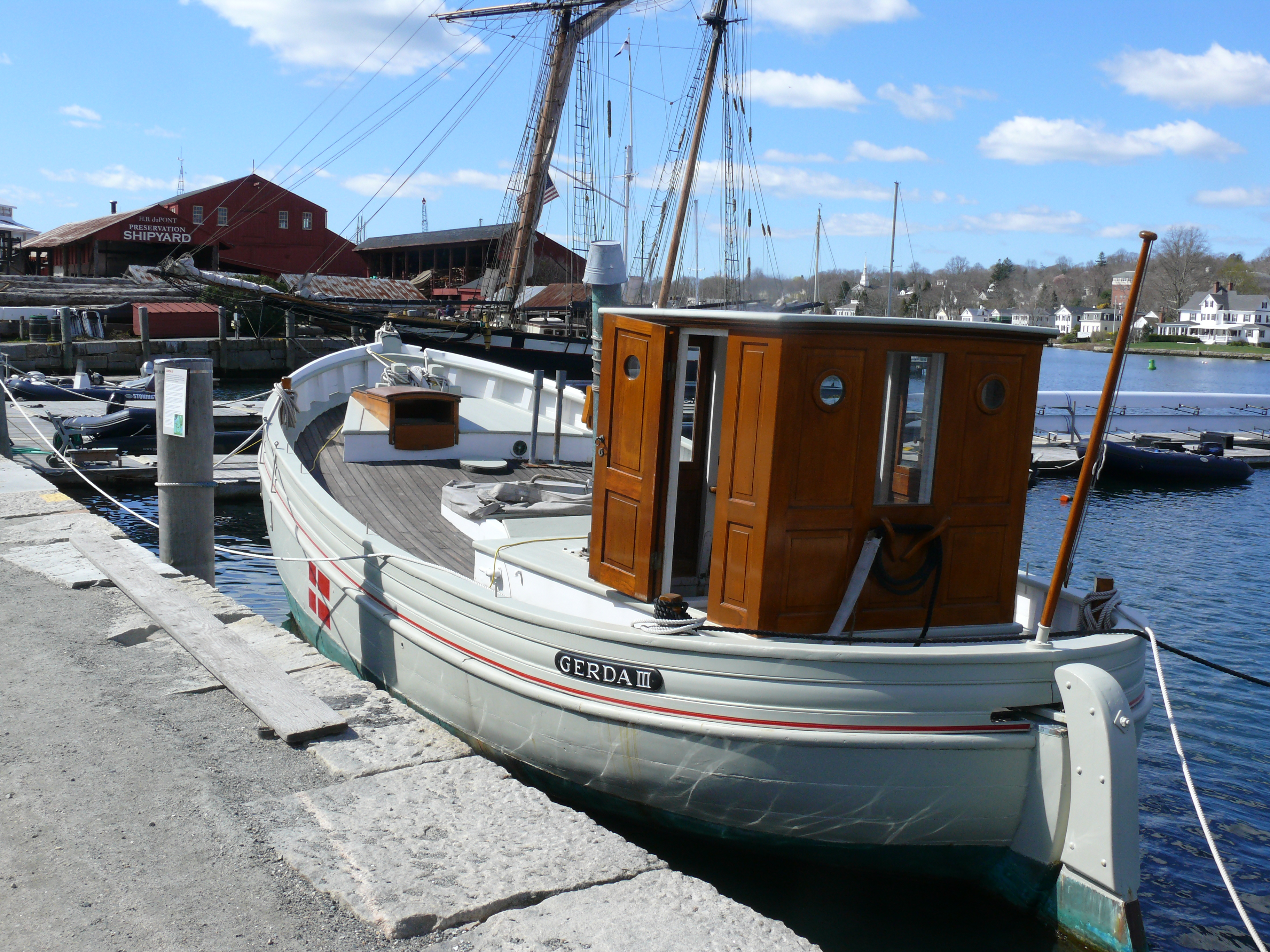
Gerda III a fost construită în 1928 pentru Farul danez si Serviciul danez de geamanduri. Din octombrie 1943 Gerda III a fost folosită pentru a transfera refugiați evrei din Danemarca ocupată de naziști spre Suedia neutră. Cu grupuri de circa zece refugiati la bord, vaporașul a plecat pentru îndatoririle lui obișnuite legate de far, dar a deviat spre coasta Suediei. Vaporașul și echipajul sau (Căpitanul Otto Andersen, John Hansen, Gerhardt Steffensen and Einar Tønnesen), au transportat circa 300 evrei spre azilul salvator

În primele zile ale operațiunii de salvare, evreii s-au mutat în numeroasele porturi de pescuit de pe coasta daneză pentru a aștepta traversarea, dar ofițerii Gestapoului au devenit suspicioși cu privire la activitățile din jurul porturilor. În noaptea de 6 octombrie, de pildă, circa 80 evrei au fost prinși ascunși în podul bisericii din Gilleleje, ascunzătoarea lor fiind trădată de o fată daneză care era îndrăgostită de un soldat german . Salvările ulterioare au trebuit să fie organizate din puncte izolate de-a lungul coastei. În timp ce își așteptau rândul, evreii s-au refugiat în pădure și în cabane depărtate de coastă, ferite de ochii Gestapo-ului.
Poliția portuară daneză și poliția civilă au cooperat adesea cu eforturile de salvare. În primele etape, Gestapo-ul nu avea destul personal, iar armata și marina germană au fost chemate pentru a întări Gestapo-ul în strădaniile de a preveni transporturile. Germanii locali aflați în posturi de comandă, din propriile lor calcule politice sau prin propria lor inactivitate, ar  fi facilitat, poate, fuga.

### Lista parțială a salvatorilor și rezistenților danezi care au luat parte la operațiune
În timp ce lista Institutului Yad Vashem din Ierusalim conține doar numele câtorva danezi, care, în mare parte, nu erau membri ai rezistenței, și care s-a întâmplat să fie cunoscuți de evreii pe care i-au ajutat, au fost câteva sute, dacă nu câteva mii de danezi obișnuiți care au luat parte la eforturile de salvare. Ei au participat cel mai adesea în cadrul unor grupuri mici, organizate spontan și sub reguli „de acoperire”. Cunoscuți doar după numele lor fictive, în general nu puteau fi identificați de cei care au fost ajutați și, prin urmare, nu îndeplineau criteriile Yad Vashem pentru titlul de „Drepți între Popoare”. Mai jos este o listă parțială a unora dintre cei mai importanți salvatori, atât în interiorul, cât și în afara mișcării oficiale de rezistență, ale căror nume au fost relevate de-a lungul anilor:
- Fanny Arnskov - de la secția daneză a Ligii Internaționale a femeilor pentru Pace și Libertate
- Aage și Gerda Bertelsen, salvatori, Gerda era conducătoarea grupului Lyngby
- Ellen Christensen, rezistentă, salvatoare, soră medicală
- Knud Dyby
- Richard și Vibeke Ege
- Clubul de cusut Elsinore (daneză Helsingør Syklub) a luat ființă pentru a servi drept acoperire transportării de evrei în Suedia[15]
- Jørgen Gersfelt
- Gunnar Gregersen
- Hilbert Hansen
- Steffen Hansen
- Jørgen Jenk
- Ole Lippmann
- Ejler Haubirk
- Ole Helwig
- Leif B. Hendil, care a înființat Danez-Suedez pentru refugiați
- Erik Husfeldt, conducator în cadrul „Inelelor   Frode Jakobsen” , membru al Consiliului Danez pentru Libertate
- Signe (Mogensen) Jansen
- Robert Jensen
- Erling Kiær
- Elsebeth Kieler
- Jørgen Kieler
- Karl Henrik Køster
- Gurli Larsen
- Thormod Larsen
- Jens Lillelund din grupul de rezistență  Holger Danske
- Ebba Lund
- Steffen Lund
- Ellen W. Nielsen
- Svend Otto Nielsen ("John")
- Robert Petersen
- Henry Rasmussen
- Paul Kristian Brandt Rehberg
- Børge Rønne
- Find Sandgren
- Ole Secher
- Svenn Seehusen
- Laust Sørensen
- Erik Stærmose
- Mogens Staffeldt
- Henny Sunding
- Henry Thomsen

### „Drepți între popoare”
La început, mișcarea de rezistență daneză a dorit să fie onorată doar în mod colectiv de către Yad Vashem în Israel ca făcând parte din „Drepți între popoare”;
Doar câteva  persoane au fost răsplătite individual pentru această onoare. În schimb, salvarea evreilor din Danemarca este reprezentată la Yad Vashem prin plantarea unui copac în cinstea regelui și a mișcării de rezistență daneză, precum si printr-o barcă de pescuit autentică din satul danez Gilleleje. În mod similar, Muzeul Holocaustului din Washington, D.C., posedă în expoziția sa permanentă o barcă de salvare autentică, care a servit la mai multe traversări pentru transportul a 1.400 de evrei.
Și Georg Ferdinand Duckwitz, diplomatul german care a dezvăluit iminența deportării, a fost recunoscut ca drept între popoare. 

### Arestările și deportările la Theresienstadt
La Copenhaga ordinul de deportare a fost aplicat de Anul Nou evreiesc Rosh Hashana în noaptea de 1 spre 2 octombrie 1943, germanii presupunând că toți evreii vor fi ridicați de la domicilii. 
Razia a fost organizată de SS care a folosit în acest scop două batalioane de poliție și circa 50 voluntari danez, membri ai Waffen SS, familiarizați cu Copenhaga și nordul Sjoeland. Membrii SS s-au împărțit în echipe de câte cinci, fiecare fiind însoțită de câte un danez, un automobil și o listă de adrese de căutat. 
Majoritatea echipelor nu au găsit pe nimeni, doar una dintre ele au găsit patru evrei la o a cincea adresă căutată. Au refuzat o mită de 15000 coroane și au distrus bancnotele. Dintre 580 evrei danezi care nu au izbutit să fugă în Suedia, 464 au fost arestați. Ei au fost autorizați să ia cu ei două pături, mâncare pentru 3-4 zile, și o mică valiză. Au fost duși în port, în Langelinie erau așteptați de două vapoare mari. Unul dintre Waffen SS danezi știa că evreii vor fi trimiși la Danzig.   

În cele din urmă destinația finală a fost lagărul de concentrare Theresienstadt din Cehia ocupată. Funcționari superiori danezi - departementschefsstyret - au convins pe germani să aprobe trimiterea de pachete de mâncare și medicamente pentru deportații evrei. Apoi ei au convins pe naziști să nu-i deporteze pe evreii danezi mai departe în lagăre de exterminare. Aceasta s-a făcut prin presiuni politice daneze, prin intermediul Crucii Roșii Daneze, care s-a interesat frecvent de starea evreilor danezi la Theresienstadt. 51 dintre evreii deportați, majoritatea bătrâni, s-au îmbolnăvit și au murit la Theresienstadt.

#### Eforturile lui Folke Bernadotte
În aprilie 1945, când războiul in Europa se apropia de sfârșit, 425 supraviețuitori evrei danezi (câțiva din ei copii născuți în lagăr) s-au numărat printre câteva mii de evrei eliberați printr-un demers al contelui Folke Bernadotte din partea Crucii Roșii Suedeze, care a organizat transportul în Suedia a unor deținuți norvegieni, danezi și din țări din vestul Europei, din lagăre de concentrare naziste. Circa 15.000 persoane, între care și câteva mii de evrei, au fost salvate în Autobuzele albe ale operațiunii Bernadotte.

### După război
Circa 116 evrei au rămas ascunși în Danemarca până la sfârșitul războiului, câțiva au murit în accidente sau s-au sinucis, iar un număr foarte mic au beneficiat de permisiuni de ședere. Danemarca a fost una din țările europene ocupate de naziști cu cel mai mic număr de evrei uciși. Institutul Yad Vashem a înregistrat 102 evrei din Danemarca care au pierit în Holocaust.
„{{{1}}}”

### Explicații istorice
S-au avansat diferite explicații în legătură cu strădaniile reușite de a apăra populația evreiască din Danemarca în comparație cu micul succes al unor operațiuni similare în alte țări ocupate de naziști. 

- Delegatul plenipotențiar al Reichului în Danemarca, Werner Best, deși a instigat la deportare într-o telegramă trimisă lui Hitler la 8 octombrie 1943, nu a acționat pentru a o pune în aplicare. El era conștient de eforturile lui Duckwitz, de a anula ordinul, și de potențialul de refugiu al evreilor în Suedia, dar practic a  ignorat ordinul, așa cum a procedat și Wehrmachtul (care păzea coasta daneză), pentru a prezerva relațiile Germaniei cu Danemarca.[24]

După mărturia unui supraviețuitor, Best însuși, l-a avertizat ca să fugă.
- Din punct de vedere logistic operațiunea era relativ simplă. Populația evreiască a Danemarcei era mică, atât în termeni relativi și absoluți, și majoritatea evreilor danezi locuiau la Copenhaga sau în împrejurimile capitalei. Deși riscantă traversarea mării cu bărcile era mai ușor de ascuns decât un transport comparabil pe uscat.
- de la mijlocul secolului al XIX-lea Danemarca a cunoscut avântul unui naționalism romantic. El a implicat accentul pe importanța „dimensiunii mici”, a comunităților bine închegate, si a tradițiilor,  fiind în mare măsură. o reacție la insuccesul strădaniilor Danemarcei de a se afirma ca o mare putere și la pierderile din Războiul canonierelor (1807-1814) și din Al Doilea Război din Schleswig

Unii istorici, ca de exemplu, Leni Yahil (The Rescue of Danish Jewry: Test of a Democracy, 1969), consideră că o formă de naționalism neagresiv, influențată de conducătorul spiritual danez N.F.S.Grundtvig i-a încurajat pe danezi să se identifice cu soarta evreilor, chiar dacă, chiar pe o scală restrânsă, antisemitismul a fost prezent în Danemarca cu mult timp înaintea ocupației naziste.
- Evreii din Danemarca au fost de multă vreme bine integrați în societatea daneză, iar unii membri ai micii lor comunități au ajuns în poziții însemnate. De aceea, majoritatea danezilor au perceput acțiunea naziștilor contra evreilor danezi ca pe un afront adus tuturor danezilor și s-au angajat în fapte de apărare a evreilor locali.
- Deportarea evreilor din Danemarca a fost decisă la un an după deportările evreilor din Norvegia. Ea a fost simțită ca o lovitură pentru toți locuitorii Peninsulei Scandinavice, i-a alertat pe evreii danezi si a determinat guvernul Suediei sa declare ca va consimți să-i primească pe toți evreii care vor reuși să fugă de naziști.[27]

## Salvarea evreilor danezi, reflectată în media artistică

### Cinema
- 1970 - The Only Way - film artistic american
- 1991  - A Day in October  - film
- 1998 - Miracle at Midnight - film artistic american de televiziune
- 2003 - The Danish Solution: The Rescue of the Jews in Denmark - film documentar
- 2016 -  Across the Waters - film bazat pe povestea adevarată a lui Niels Børge Lund Ferdinandsen,

### Literatură
- 1967 A Night of Watching (1967), în regia lui Elliot Arnold, carte de ficțiune istorică,
- 1989 Number the Stars carte de ficțiune istorică